# 17458 Дік
17458 Дік (17458 Dick) — астероїд головного поясу, відкритий 13 жовтня 1990 року.
Тіссеранів параметр щодо Юпітера — 3,242.